# Pambeòcies
Les Pambeòcies (grec antic: παμβοιώτια) foren un festival celebrat a l'antiga Grècia pels beocis, que els historiadors comparen amb les Panatenees dels àtics i les Paniònies dels jonis.
El sentit principal de la festa era el culte comú a Atena Itònia, potser perquè la tradició deia que l'havia instaurat Itonos, de l'estirp de Deucalió. Atena tenia un temple a la vora de Coronea, prop d'on es feia la celebració dels Panegiris. Durant el temps que durava aquesta festa, segons diu Polibi, no es podia fer la guerra i s'hi la guerra era en curs s'ajustava una treva anomenada Hieromènia.
Es discuteix si les Pambeòcies tenia alguna cosa a veure amb la constitució de la Lliga Beòcia, encara que sembla probable que fos una festa religiosa i no política, tot i que durant els Panegiris les referències polítiques hi eren evidents.